# Palaeanodonta
I paleanodonti (Palaeanodonta) sono un misterioso gruppo di mammiferi estinti, rinvenuti allo stato fossile in terreni che vanno dal Paleocene all'Oligocene (da 60 a 30 milioni di anni fa) in Nordamerica ed Europa.
Le dimensioni di questi animali variavano da quelle di un topolino a quelle di un cane, e quindi non erano mammiferi dalle dimensioni appariscenti, in ambienti già dominati da grandi erbivori come i Dinocerati. Le particolarità dei paleanodonti riguardano alcune caratteristiche dello scheletro, che li avvicinano notevolmente agli Xenartri attuali (armadilli, bradipi e formichieri), ma recenti analisi filogenetiche li riconducono all'origine dei folidoti (gli odierni pangolini). Tra i più antichi paleanodonti va ricordato il genere paleocenico Escavadodon, considerato il più primitivo del gruppo. Questo animale, relativamente poco specializzato, è considerato ancestrale ai successivi paleanodonti, che si dividono in due famiglie principali: quella degli epoicoteridi e quella dei metacheiromidi.
- Ordine Palaeanodonta Matthew 1918
  - †Arcticanodon Rose, Eberle & McKenna 2004
    - †Arcticanodon dawsonae Rose, Eberle & McKenna 2004

  - †Melaniella Fox 1984
    - †Melaniella timosa Fox 1984

  - †Molaetherium Heissig 1982
  - †Amelotabes Rose 1978
    - †Amelotabes simpsoni Rose 1978

  - Famiglia †Escavadodontidae Rose & Lucas 2000
    - †Escavadodon Rose & Lucas 2000
      - †Escavadodon zygus Rose & Lucas 2000

  - Famiglia †Epoicotheriidae Simpson 1927
    - †Alocodontulum Rose, Bown & Simons 1978
    - †Auroratherium Tong & Wamg 1997
      - †Auroratherium sinense Tong & Wamg 1997

    - †Pentapassalus Gazin 1952
      - †Pentapassalus pearcei Gazin 1952 [Tubulodon pearcei (Gazin 1952) Rose et al. 1991]
      - †Pentapassalus woodi (Guthrie 1967) Rose 1978 [Palaeanodon woodi Guthrie 1967; Tubulodon woodi (Guthrie 1967) Rose et al. 1991]

    - †Dipassalus Rose, Krishtalka & Stucky 1991
      - †Dipassalus oryctes Rose, Krishtalka & Stucky 1991

    - †Tetrapassalus Simpson 1959a
      - †Tetrapassalus mckennai Simpson 1959a
      - †Tetrapassalus proius West 1973c

    - †Epoicotherium Simpson 1927 [Xenotherium Douglass 1906 non Ameghino 1904; Pseudochrysochloris Turnbull & Reed 1967]
      - †Epoicotherium unicum Douglass 1904 [Pseudochrysochloris yoderensis Turnbull & Reed 1967]

    - †Tubulodon Jepsen 1932 [Pentapassalus Gazin 1952, Alocodon Rose et al. 1977]
      - †Tubulodon atopum Rose et al. 1978
      - †Tubulodon pearcei Gazin 1952
      - †Tubulodon taylori Jepsen 1932
      - †Tubulodon woodi Guthrie 1967

    - †Xenocranium Colbert 1942
      - †Xenocranium pileorivale Colbert 1942

  - Famiglia †Metacheiromyidae Wortman 1903
    - †Propalaeanodon Rose 1979
      - †Propalaeanodon schaffi Rose 1979

    - †Palaeanodon Matthew 1918
      - †Palaeanodon parvulus Matthew 1918
      - †Palaeanodon ignavus Matthew 1918
      - †Palaeanodon nievelti Gingerich 1989

    - †Brachianodon Gunnell & Gingerich 1993
      - †Brachianodon westorum Gunnell & Gingerich 1993

    - †Mylanodon Secord et al. 2002
      - †Mylanodon rosei Secord et al. 2002

    - †Metacheiromys Wortman 1903
      - †Metacheiromys marshi Wortman 1903 [Metacheiromys tatusia Osborn 1904]
      - †Metacheiromys dasypus Osborn 1904 [Metacheiromys osborni Simpson 1931]

  - Famiglia †Ernanodontidae
    - †Ernanodon
      - †E. antelios Ting 1979